# Politique en Angola
L'Angola est une république à régime présidentiel multi-partite, où le président occupe à la fois la fonction de chef de l'État et chef du gouvernement. L'Angola est passé de la République populaire d'Angola, un régime de parti unique marxiste-léniniste gouverné par le Mouvement populaire de libération de l'Angola (MPLA) à un régime pluripartite à la suite de la révision constitutionnelle et des élections de 1992. Le président José Eduardo dos Santos remporta le premier tour avec 49 % des voix face à Jonas Savimbi (40 %). Il n'y eut pas de second tour et la guerre civile reprit.
La guerre civile, qui dura 26 ans, a mis à mal les institutions politiques et sociales du pays. L'ONU estime à 1,8 million le nombre de personnes déplacées à l'intérieur des frontières, et à 4 million le nombre total de victimes. La situation économique favorable permettrait de soutenir les institutions sociales mais, de fait, les hôpitaux et les écoles manquent d'équipement, et l'État ne fournit pas à ses employés les moyens nécessaires pour accomplir leurs tâches.[style à revoir]
La constitution de 2010 définit les bases de la structure gouvernementale ainsi que les droits et devoirs des citoyens. La branche exécutive est composée du Président, du Vice-Président (actuellement Fernando da Piedade Dias dos Santos) et du Conseil des ministres, constitué de tous les ministres et vice-ministres du gouvernement. Le pouvoir législatif est partagé entre le gouvernement et le parlement monocaméral, l'Assemblée nationale ; cependant, le Président a la possibilité de dépasser ces instances en légiférant par décret.
Le système légal, inspiré du droit portugais, et (dans une mesure assez limitée) coutumier est toujours considéré comme faible et fragmenté. Seules 12 des 140 municipalités hébergent une cour de justice. La Cour suprême fait office d'instance d'appel. Le Tribunal constitutionnel, prévu dès 1992, n'a été mis sur pied qu'à la veille de l'élection législative des 5 et 6 septembre 2008, avec la loi organique du 17 juin 2008. Défini dans ses principes par l'article 180 et les articles 226 à 232 de la Constitution de 2010, le Tribunal constitutionnel est chargé de contrôler à priori et a posteriori la constitutionnalité des lois, ainsi que du contentieux électoral.
Si constitutionnellement, l'Angola est une démocratie, dans les faits il s'agit d'un parti-État qui tient le pays sous sa coupe, avec à sa tête le président et une forte corruption.

## Pouvoir exécutif
| Fonction  | Nom           | Parti | Depuis            |
| --------- | ------------- | ----- | ----------------- |
| Président | João Lourenço | MPLA  | 26 septembre 2017 |

Selon la Constitution de 1992, le Président était élu par le peuple au suffrage universel pour cinq ans. Le Président nommait un Premier Ministre et un Conseil des Ministres. En fait, il n'y a eu qu'une seule élection présidentielle, celle de 1992, et celle-ci n'a pas été complète, car le second tour, indispensable aux yeux de la Constitution, n'a jamais été réalisé.
La constitution de 2010 ne prévoit plus ce mode d'élection : la tête de la liste qui remporte l'élection générale - qui est une élection unique - devient automatiquement Président, tandis que le second devient vice-président. Le poste de Premier Ministre a été supprimé en 2010, de sorte que le Président de la République est le seul maître des nominations, des démissions, des compétences et des politiques de ses ministres d'État, ministres, vice-ministres et secrétaires d'État (article 119e de la Constitution de 2010), qui forme un Conseil des Ministres conçu comme "organe auxiliaire du Président de la République" (article 134). Irresponsables devant l'Assemblée Nationale, le gouvernement n'est responsable que devant le Président (article 139). Le Président et son gouvernement contrôle des institutions et entreprises-clés comme la SONANGOL (monopole d'extraction et commercialisation du pétrole), ENDIAMA (molosse du diamant), la Télévision Publique d'Angola (en situation de quasi-monopole), la Radio Nationale d'Angola (l'unique radio à couverture nationale) et le Jornal de Angola (l'unique quotidien).
Les attributions du Président de la République ne s'arrêtent pas au gouvernement ; il dispose en outre d'un très important pouvoir de nomination à la tête des principales institutions publiques, et notamment juridiques ; l'article 119 prévoit ainsi que, entre autres, il nomme quatre juges sur sept au Tribunal Constitutionnel (dont son Président ; les trois autres sont élus à l'Assemblée), des juges à la Cour Suprême, Cour des Comptes et Haute Cour Militaire, le procureur général de la République et ses adjoints, les gouverneurs et vice-gouverneurs des 18 provinces, le gouverneur et vice-gouverneur de la Banque Nationale d'Angola. Le Président est aussi Commandant-en-chef, ce qui lui donne d'importantes compétences militaires et sécuritaires (articles 122 à 124) ; administration rattachée à la Présidence, la "Casa Militar" est chargée de la sécurité du Président et contrôle exclusivement les services de renseignements. Le Président de la République mène les relations internationales (article 121). Le Président de la République exerce aussi une très importante compétence législative : il peut avoir l'initiative législative (120i), solliciter une délégation législative à l'Assemblée Nationale (120h) ou encore adopter des "décrets législatifs provisoires" dans des champs relevant de l'Assemblée Nationale (126), sauf ceux de sa compétence exclusive, définie à l'article 164.

## Pouvoir législatif
L'assemblée nationale compte théoriquement 223 membres élus pour cinq ans selon un scrutin proportionnel hybride : 130 membres sont élus au Scrutin proportionnel plurinominal à la plus forte moyenne, selon la méthode d'Hondt sur des listes nationales, 90 membres sont élus selon le même scrutin sur des listes provinciales dans 18 circonscriptions électorales plurinominales correspondants aux dix-huit provinces angolaises à raison de 5 sièges par circonscription, et 3 représentent les Angolais de l'étranger. Faute d'organisation de scrutins à l'étranger, l'Assemblée ne compte en pratique que 220 membres. Aucune élection n'a eu lieu entre 1992 et 2008.
Des élections se déroulent le 5 et 6 septembre 2008, remportées à 81,64 % par le MPLA contre 10,39 % pour l'UNITA, son principal rival historique.
De manière générale, l'Assemblée nationale est chargée de voter la loi, consentir l'impôt et contrôler les activités du gouvernement. Les articles 141 à 173 de la Constitution de 2010 définissent son organisation et ses compétences, qui sont cependant limitées par les importantes compétences législatives du Président de la République et le fait que, étant élu comme tête de liste et leader de son parti, le Président de la République incarne le chef de la majorité, ce qui en fait la source originelle de la plupart des textes de lois et rend l'Assemblée inefficace dans ses fonctions de contrôle.

## Partis politiques et élections
| Candidat                           | Parti                             | Voix    | %      |
| ---------------------------------- | --------------------------------- | ------- | ------ |
| José Eduardo dos Santos            | MPLA                              | 1953335 | 49,57  |
| Jonas Savimbi                      | UNITA                             | 1579298 | 40,07  |
| António Alberto Neto (en)          | Parti démocratique angolais (PDA) | 85249   | 2,16   |
| Holden Roberto                     | FNLA                              | 83135   | 2,11   |
| Autres                             | Autres                            | 239866  | 6,09   |
| Total                              | Total                             | 3940883 | 100,00 |
| Source: African Elections Database |                                   |         |        |

NB: Comme aucun candidat n'a obtenu la majorité absolue, un second tour entre José Eduardo dos Santos et Jonas Savimbi aurait été nécessaire, mais n'a pas eu lieu, car l'UNITA n'a pas reconnu les résultats des élections et a recommencé la guerre civile.
Le MPLA est le grand vainqueur des législatives de septembre 2008. Ces élections sont jugées libres et transparentes par les observateurs internationaux (SADC, CPLP, UE). Un observateur de l'Union européenne a toutefois constaté des achats de voix ainsi que des tentatives d'intimidations des votants par l'armée. L'organisation est aussi jugée défaillante dans les bureaux de vote de Luanda. L'UNITA et le FNLA contestent la manière dont ont eu lieu les élections, cependant le chef de l'UNITA, Isaías Samakuva a reconnu que les élections étaient démocratiques,.
Les élections générales du 31 août 2012 donnent les résultats suivants :
| Parti                                       | Votes     | %     | Sièges | +/–     |
| ------------------------------------------- | --------- | ----- | ------ | ------- |
| MPLA                                        | 4,135,503 | 71,84 | 175    | –16     |
| UNITA                                       | 1,074,565 | 18,66 | 32     | +16     |
| CASA–CE                                     | 345,589   | 6,00  | 8      | Nouveau |
| Parti du renouveau social                   | 98,233    | 1,70  | 3      | –5      |
| FNLA                                        | 65,163    | 1,13  | 2      | –1      |
| Nouvelle démocratie - Union électorale (en) | 13,337    | 0,23  | 0      | –2      |
| Partido Popular para o Desenvolvimento      | 8,710     | 0,15  | 0      | –       |
| Frente Unida para a Mudança em Angola       | 8,260     | 0,14  | 0      | –       |
| Concelho Político de Oposição               | 6,644     | 0,11  | 0      | –       |
| votes nuls/vides                            | 368,665   | –     | –      | –       |
| Total                                       | 6,124,669 | 100   | 220    | 0       |
| Votants/participation                       | 9,757,671 | 62,77 | –      | –       |
| Source: Comissão Nacional Eleitoral         |           |       |        |         |

Le MPLA a donc nouvellement obtenu plus des deux tiers de ceux qui ont exprimé leur vote, mais la grande différence par rapport à 2008 consiste dans la proportion énorme de ceux qui ne l'ont pas fait: entre abstentions et votes nuls, ils représentent plus de 40 %, et c'est surtout le MPLA qui est affecté, obtenant mais de 30 % des électeurs enregistrés.
En tête de la liste des candidats du MPLA se trouvaient José Eduardo dos Santos et Vicente Domingos. D'accord avec la constitution de 2010, le premier est donc confirmé comme Président de l'État, et le second est élu vice-président.
Le 23 aout 2017 se tiennent de nouvelles élections législatives.
Choisi par le MPLA, João Lourenço est élu président le 26 septembre 2017.